# La storia fantastica
La storia fantastica (The Princess Bride) è un film del 1987 diretto da Rob Reiner.
Basato sul romanzo La principessa sposa di William Goldman del 1973, adattato per il cinema dall'autore stesso. Candidato ai Premi Oscar 1988 per la miglior canzone con Storybook Love di Willy DeVille e Mark Knopfler, nel 2016 venne scelto per la conservazione nel National Film Registry della Biblioteca del Congresso negli Stati Uniti.

## Trama

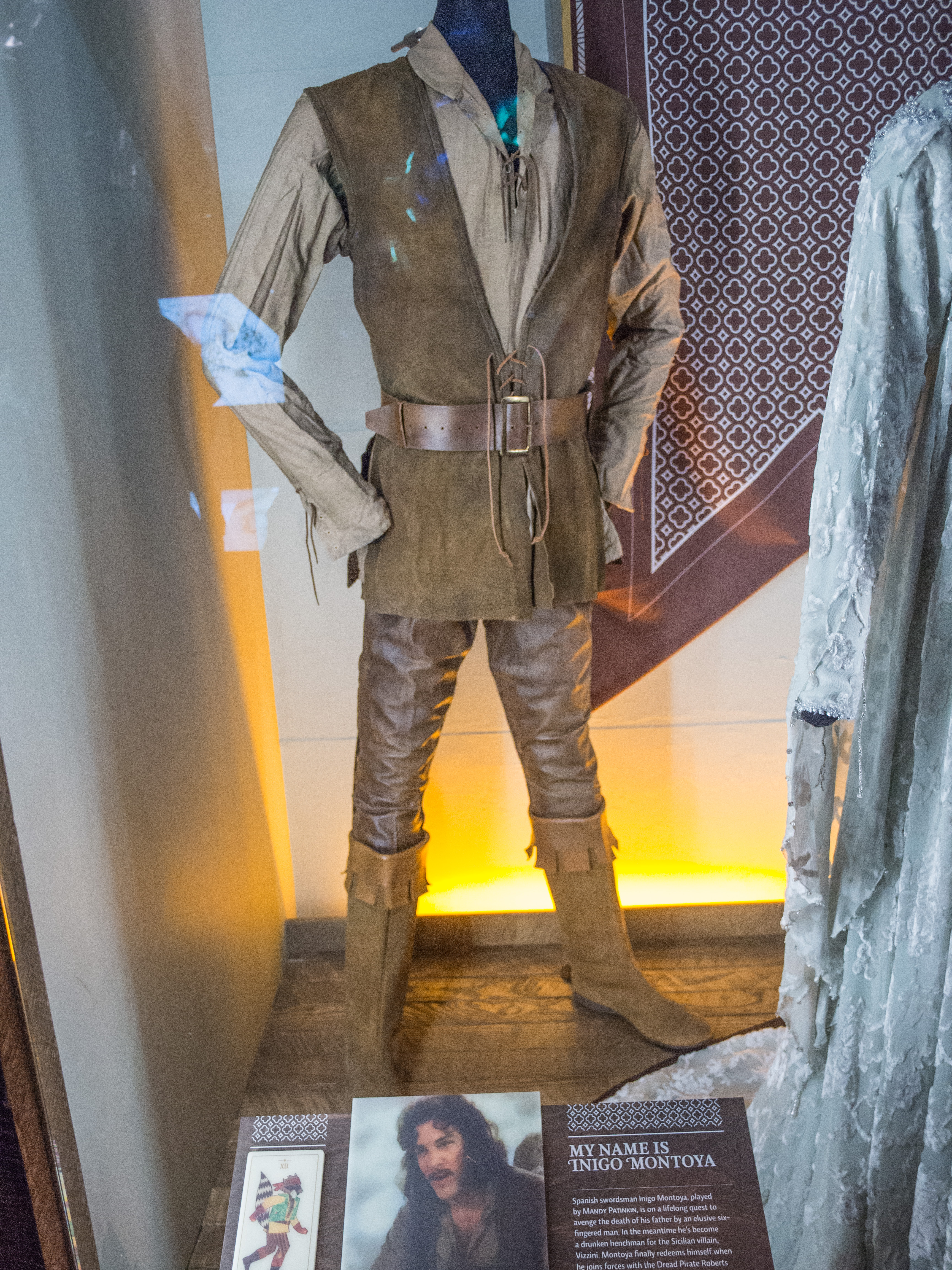
Costume di Inigo Montoya nel film.

Il piccolo Jimmy è costretto a letto da un’influenza. Suo nonno decide di leggergli qualcosa, non sopportando il fatto che passi tutto il tempo a giocare con i videogiochi.
La storia narra le vicende di due innamorati, il garzone Westley e Bottondoro. I due si amano di «amore vero», come viene spesso definito durante le vicende, tanto da superare mille disavventure con la consapevolezza di ritornare assieme. Bottondoro lascia partire Westley che va in cerca di fortuna per mare, ma muore dopo lo scontro con il pirata Roberts. Dopo una lunga resistenza Bottondoro accetta di maritarsi con il malvagio principe Humperdinck, pur non essendoci amore tra i due: il principe, infatti, trama contro il regno vicino e medita di ucciderla la prima notte di nozze.
Subito prima delle nozze accade che Bottondoro venga rapita da tre briganti: il "genio criminale" italiano Vizzini, il gigante groenlandese Fezzik e lo spadaccino spagnolo Inigo Montoya. Essi in realtà sono al soldo del principe, che vuole sfruttare l'accaduto per dichiarare guerra ai rivali. I malfattori vengono però seguiti e poi intercettati dal pirata Roberts, che li allontana a uno a uno, finché non riesce a uccidere con un trucco Vizzini. Bottondoro è furente con il pirata, nonostante l'abbia salvata, perché lo ritiene responsabile della morte del suo amato; ma egli all'improvviso si rivela come Westley stesso, e le spiega che dopo essere stato catturato dal pirata Roberts aveva finito per diventare suo amico, vestendo poi i suoi panni quando quest'ultimo si era voluto ritirare a vita privata, come lui stesso aveva fatto con il pirata Roberts che l'aveva preceduto.
I due innamorati riescono a superare incolumi la terribile foresta incantata ma alla fine vengono catturati dal malvagio principe e dai suoi scagnozzi.
Bottondoro accetta quindi di sposare Humperdinck per salvare l'amato, il principe però cattura Westley e lo tortura a morte. Il giovane pare spacciato, ma Fezzik e Montoya, che dopo lo scontro sono diventati suoi amici, lo portano da "Max dei miracoli", che con l'aiuto di una pillola prodigiosa riesce a ridargli il soffio della vita. Arriva quindi il momento dello scontro tra buoni e malvagi: Inigo Montoya (pronunciando la frase che aveva preparato: «Hola. Mi nombre es Inigo Montoya, tu hai ucciso mi padre... preparate a morir!») uccide il conte Rugen, consigliere del principe, che venti anni prima lo aveva reso orfano. Anche il principe viene sconfitto e legato a una sedia. Nonostante le sue richieste di pietà Montoya gli punta la spada alla gola per finirlo, ma Westley lo ferma affinché il loro prigioniero, a cui verrà risparmiata la vita, possa "vivere a lungo con la sua codardia".
Finalmente gli innamorati possono vivere felici e contenti. Gli ex-briganti Montoya e Fezzik vanno per la loro strada, non prima che Westley, ricongiunto alla sua amata e non più desideroso di avventure, abbia affidato allo spadaccino il compito di indossare a sua volta i panni del "pirata Roberts". Il racconto del nonno, quindi, finisce e mentre il vecchio si appresta ad andare via Jimmy chiede al nonno se può tornare a raccontargli un'altra storia l'indomani. Il nonno andandosene gli dice "ai tuoi ordini".

## Produzione
Le riprese sono state effettuate nei Lee International Studios di Shepperton e in esterni in Inghilterra e Irlanda.

## Doppiaggio
Nella fase iniziale del duello tra Westley e Inigo entrambi i contendenti, abilissimi spadaccini, citano una serie di maestri di scherma, realmente esistiti e autori di trattati. L'adattamento italiano del film non ha tenuto conto di tale dettaglio, stravolgendo in parte il senso del dialogo. I maestri di scherma citati sono: Bonetti (nel dialogo italiano "difesa d'alfiere"), Capoferro (nel dialogo italiano "attacco a testuggine"), Thibault (nel dialogo italiano "la torre") e Agrippa (nel dialogo italiano "il capriolo").

## Accoglienza

### Critica
Su Rotten Tomatoes, il film è stato promosso dal 96% delle 84 recensioni professionali con un voto medio di 8,5 su 10; il consenso generale del sito recita «Una fiaba deliziosamente postmoderna, La storia fantastica è un sapiente e intelligente mix di avventura, romanticismo e commedia che rivisita un'antichissima storia di damigella in pericolo». Su Metacritic, il film ha un punteggio di 78/100 basato su 20 recensioni professionali.

## Riconoscimenti
- 1988 - Premio Oscar
  - Nomination Miglior canzone (Storybook Love) a Willy DeVille
- 1988 - Saturn Award
  - Miglior film fantasy
  - Migliori costumi a Phyllis Dalton
  - Nomination Miglior attrice protagonista a Robin Wright
  - Nomination Miglior sceneggiatura a William Goldman
- 1988 - Grammy Award
  - Nomination Miglior colonna sonora a Mark Knopfler
- 1988 - Artios Award
  - Nomination Miglior casting per un film commedia a Jane Jenkins e Janet Hirshenson
- 1988 - Premio Hugo
  - Miglior rappresentazione drammatica a Rob Reiner e William Goldman
- 1987 - Toronto International Film Festival
  - People's Choice Award a Rob Reiner
- 1989 - WGA Award
  - Nomination Miglior sceneggiatura non originale a William Goldman
- 1988 - Young Artist Award
  - Miglior attore giovane in un film drammatico a Fred Savage
- 1988 - American Comedy Awards
  - Nomination Attore non protagonista più divertente a Billy Crystal
  - Nomination Attrice non protagonista più divertente a Carol Kane
- 1989 - USC Scripter Award
  - Nomination Miglior sceneggiatura a William Goldman

## Altri media

### Colonna sonora
- The Princess Bride di Mark Knopfler

### Videogiochi
- The Princess Bride Game (2008)[4]
- The Princess Bride Mobile Game (2015)
- The Princess Bride Pinball (2024) DLC di Pinball FX[5]

### Gioco da tavolo
- The Princess Bride Adventure Book Game (2020)[6]